# Futro. Portret wyobrażony Diane Arbus
Futro. Portret wyobrażony Diane Arbus (ang. Fur: An Imaginary Portrait of Diane Arbus) — amerykański dramat biograficzny z 2006 roku w reżyserii Stevena Shainberga z Nicole Kidman w roli Diane Arbus, zaliczanej do grupy największych amerykańskich artystów fotografików XX wieku. Scenariusz filmu powstał na podstawie książki Patricii Bosworth pt. Diane Arbus. 
Większość wydarzeń przedstawionych w filmie nie jest prawdziwa (np. Lionel nigdy nie istniał). Film przedstawia same początki pracy artystycznej Arbus, pierwsze impulsy, a nie jej późniejszą karierę.

## Fabuła
Diane Arbus jest asystentką męża, konwencjonalnego fotografa Allana Arbusa. Ciągnie ją jednak do nietypowych tematów, na przykład odwiedza ośrodek wypoczynkowy dla nudystów i chce ich fotografować. Poznaje sąsiada Lionela Sweeneya cierpiącego na genetyczną chorobę hipertrichozę (nadmierne owłosienie na całym ciele) i wdaje się z nim w romans, poznaje jego środowisko transwestytów, karłów, osób żyjących na marginesie społeczeństwa. Lionel, który ma problemy z płucami i wie, że wkrótce umrze, prosi ją, by ogoliła jego "futro" i pojechała z nim nad ocean.

## Obsada
- Nicole Kidman – Diane Arbus
- Robert Downey Jr. – Lionel Sweeney
- Ty Burrell – Allan Arbus
- Harris Yulin – David Nemerov
- Jane Alexander – Gertrude Nemerov
- Emmy Clarke – Grace Arbus
- Genevieve McCarthy – Sophie Arbus

## Produkcja
Zdjęcia kręcono w Nowym Jorku.